# Some Time in New York City
《Some Time in New York City》(썸 타임 인 더 뉴욕 시티)는 1972년 발표된 존 레논과 오노 요코의 공동 음반이다. 존과 요코는 비틀즈 말기 시대에 공동으로 세장의 음반을 발표한 바 있다. 하지만 그 음반들은 전위 음반들이기 때문에 평론가들은 이 앨범을 존과 요코의 실질적인 첫번째 공동 음반으로 보고 있다.
여러 사회적 이슈와 동향을 다룬 이 앨범은 존의 앨범들 중 가장 정치성이 강한 작품으로 평가되고 있다. 레논의 이전 앨범들에서도 그러한 사상은 나타났지만 이 앨범에서는 매우 직접적인 단어들을 사용하면서 보편적인 문제들이 아닌, 바로 눈 앞에서 일어나고 있는 시사적인 문제들을 다루고 있다. 뉴욕 타임지 지면을 본 뜬 앨범의 재킷 디자인도 그러한 컨셉트의 일환이다. 이 앨범은 소수의 현대 예술가들이 시도하려는 방식으로 대중음악 예술을 필수적이고 의미있게 만들기 위한 진실되고 진심어린 시도로 만들어졌다. 존과 요코의 생각은 "음악은 신문처럼 현대 이슈에 대한 보고와 논평이 있어야 하고, 서사를 이끌어 내 변화를 일으키는 방식으로 듣게 해야 한다"는 것이었다.

## 배경
존과 요코는 1971년 9월 뉴욕시로 이주하여 반문화 시대의 정치, 평화, 그리고 사회정의 조직에 지속적으로 참여했다. 10월 그들이 결국 그리니치빌리지에 정착했을 때, 그들은 마리화나 담배 2개를 소지한 혐의로 체포되어 10년형을 선고받은 시인이자 작가 겸 정치 활동가인 존 싱클레어를 위한 집회에의 참석을 바라는 활동가 제리 루빈, 애비 호프먼과 신속하게 접촉했다. 레논 부부는 또한 "아티카 감옥 폭동", "안젤라 데이비스의 감옥살이", 그리고 "여성에 대한 탄압"에 대해 목소리를 높였다. 11월 12일 레논은 존 레일리에 의해 촬영되고 "Luck of the Irish – A Videotape"라는 제목이 붙여진 〈The Luck of the Irish〉의 수많은 데모들을 녹음했다. 12월 9일 존과 요코는 다음날 시작될 예정이었던 존 싱클레어를 위한 집회에 참석하기 위해 미시간주 앤아버로 날아갔다. 집회 전날 아침 존과 미국의 민중가수 필 오츠가 함께 'Chords of Fame'을 연주하는 모습이 녹화됐다. 이 집회 현장에서 존과 요코는 〈Attica State〉, 〈The Luck of the Irish〉, 〈Sisters O Sisters〉, 〈John Sinclair〉 등 《Some Time in New York City》에 실리게 되는 트랙들을 연주했다. 이 공연은 그대로 촬영되었고, 12월 중 앤아버에서 상영된 단편 영화 "Ten for Two"에 포함되었다.
존과 요코는 데이비드 필과 함께 데이비드 프로스트 쇼에서 필의 〈The Ballad of New York〉을 공연했고, 존은 티체스트 베이스를 연주했다. 그리고 "The Lower East Side Band"가 합류한 이 3인조 밴드는 〈The Luck of the Irish"의 축소판을 제외하고, 존과 요코가 존 싱클레어를 위한 집회에서 연주했던 것과 동일한 세트의 곡을 연주했다. 이 에피소드는 1971년 12월 16일에 녹음되었고 1972년 1월 13일에 방송되었다. 다음날 존과 요코는 아폴로 극장에서 열린 아티카 감옥 폭동의 희생자 가족들을 위한 자선 콘서트에서 〈Imagine〉, 〈Attica State〉, 〈Sisters, O Sisters〉의 어쿠스틱 버전을 연주하며 공연을 했다. 1972년 1월까지 연방수사국 (FBI)은 청년 투표 조직의 준비와 리처드 닉슨 대통령 연임의 방해를 우려해 레논 부부에 관한 파일을 개설했다. 곧, 정부는 레논 부부에 대한 추방 절차를 시작했고, FBI는 그들의 모든 움직임을 기록하면서 강도 높은 감시를 시작했다.

## 녹음
원본의 더블 앨범은 1969년 12월 15일 영국 런던 라이시엄 극장에서 진행된 "크리스마스 콘서트를 위한 평화" 유니세프 자선 콘서트에서의 플라스틱 오노 슈퍼그룹 연주곡 〈Cold Turkey〉, 〈Don't Worry Kyoko〉를 포함하여 1971년 6월 6일 미국 뉴욕 필모어 이스트에서의 공연 실황을 담은 라이브 앨범 "라이브 잼"을 포함하고 있다. 레논과 오노 외에 플라스틱 오노 슈퍼그룹의 일원으로는 이전 비틀즈 멤버 조지 해리슨, 더 후의 드러머 키스 문, 델라니 앤 보니, 빌리 프레스턴, 래리 스미스 등이 있다. 

## 구성
이 앨범의 대부분의 수록곡들은 당시 교류하고 있던 정치 활동가들의 영향으로 상당히 극좌적이다. 존과 요코가 이 앨범에서 주창했던 주제들은, 여성 탄압(〈Woman Is The Nigger of the World〉), 여성 연대(〈Sisters, O Sisters〉), 교도소 폭동(〈Attica State〉), 계급과 억압(〈Born in Prison〉), 북아일랜드 상황(〈Sunday Bloody Sunday〉, 〈The Luck of the Irish〉), 마약과 경찰(〈John Sinclair〉),  흑인 민권 운동(〈Angela〉), 평등〈〈We’re All Water〉)이다. 〈New York City〉)에서는 레논의 삶에서 일어난 최근 사건에 대한 간단한 보고서를 제공하고 있으며 이민 문제도 언급하고 있다.

### Live Jam
이 앨범에는 런던과 뉴욕에서 있었던 라이브 실황을 담은 "Live Jam"이 더블 앨범으로 짝을 이루고 있다. 사이드 A의 〈Cold Turkey〉, 〈Don't Worry Kyoko〉는 1969년 12월 15일 영국 런던 라이시엄 극장에서 있었던 라이브 실황으로 에릭 크랩튼과 조지 해리슨이 공동 출연하고 있다. 사이드 B의 4곡은 1971년 6월 6일 미국 뉴욕 필모어 이스트에서 프랭크 자파와 함께 가졌던 라이브 실황이다.

## 표지
앨범의 표지는 뉴욕 타임지 지면을 본 뜬 형태로 되어 있고, 기사들은 신곡들의 가사들로 대체되어 있다. 그리고 기사에는 닉슨과 마오쩌둥이 맨몸으로 춤추는 합성사진, 여성의 누드 일러스트가 포함되어 있는데, 이 때문에 일부 상점에서는 스티커로 숨겨져 판매되었다. 미국판 속주머니에는 "New Army Pay Rise!"라는 1970년 4월 1일호 "THE SUN"의 기사가 복사되어 있다. "Live Jam"의 속주머니에는 "FILLMORE EAST-June, 1971"의 표지를 레논 스스로 손으로 교정한 것이 사용되고 있다. 앨범에는 자유의 여신상 카드가 붙여져 있다(횃불은 주먹으로 바뀌어 있다). 또한 미국판에는 "National Committee for John & Yoko"에 관한 우편 편지가 붙어있다.

## 수신 및 여파
〈Woman Is The Nigger of the World〉에서 사용된 "nigger"라는 단어에 대해 자숙하는 방송사가 줄을 이었고, 다른 곡들 또한 극좌적인 주제로 인해 보수적인(우파) 사람들로부터 거센 비판을 받았다. 게다가 FBI로부터도 위험시 되고, 존은 감시의 대상이 되어 버렸다. 그러나 본 작품으로 인해 존은 부정과 싸우는 카리스마라는 이미지가 확립되었다. 다만 너무 정치적인 문제에 치중하다 보니 존 자신도 위험을 느끼고 있었고, 점차 정치활동가와도 스탠스의 차이로 인해 위화감을 갖게 되었다. 그래서 본 앨범 이후로는 그러한 주제와는 조금 거리를 두기 시작한다.

## 곡 목록
모든 곡들은 특별한 언급이 없는 한 존 레논 & 요코 오노에 의해 씌여졌다.
Disk 1 - Side A
1. "Woman Is the Nigger of the World" – 5:15
2. "Sisters, O Sisters" (요코 오노) – 3:46
3. "Attica State" – 2:54
4. "Born in a Prison" (요코 오노) – 4:03
5. "New York City" (존 레논) – 4:30

Disk 1 - Side B
1. "Sunday Bloody Sunday" – 5:00
2. "The Luck of the Irish" – 2:56
3. "John Sinclair" (존 레논) – 3:28
4. "Angela" – 4:06
5. "We're All Water" (요코 오노) – 7:11

Disk 2 - Side A
1969년 12월 15일 영국 런던 라이시엄 극장 라이브 (유니세프 자선 콘서트)
1. "Cold Turkey" (존 레논) – 8:35
2. "Don't Worry Kyoko" (요코 오노) – 16:01

Disk 2 - Side B
1971년 6월 6일 미국 뉴욕 필모어 이스트 라이브 (프랭크 자파 & 더 머더스 오브 인벤션과 함께)
1. "Well (Baby Please Don't Go)" (월터 워드) – 4:41
2. "Jamrag" (프랭크 자파) – 5:36
3. "Scumbag" (존 레논/요코 오노/프랭크 자파) – 4:27
4. "Au" – 8:04